# Suzzara
Suzzara ist eine Gemeinde mit 21.146 Einwohnern (Stand 31. Dezember 2023) in der Provinz Mantua in der italienischen Region Lombardei.

## Gemeindepartnerschaften
- Brioude, Frankreich, seit 1995

## Söhne und Töchter der Gemeinde
- Alberto da Ripa (Alberto da Mantova/Mantua) (um 1500–1551), Lautenist und Komponist, geboren in Ripa (heute Riva di Suzzara)[2]
- Gastone Darè (1918–1976), Fechter
- Enrico Manfredini (1922–1983), Erzbischof von Bologna
- Danilo Donati (1926–2001), Kostümbildner und Szenenbildner
- Paolo Arrivabeni (* im 20. Jahrhundert), italienischer Dirigent
- Paolo Perezzani (* 1955), Komponist und Musikpädagoge
- Paolo Roversi (* 1975), Krimischriftsteller